# سنیک ریم

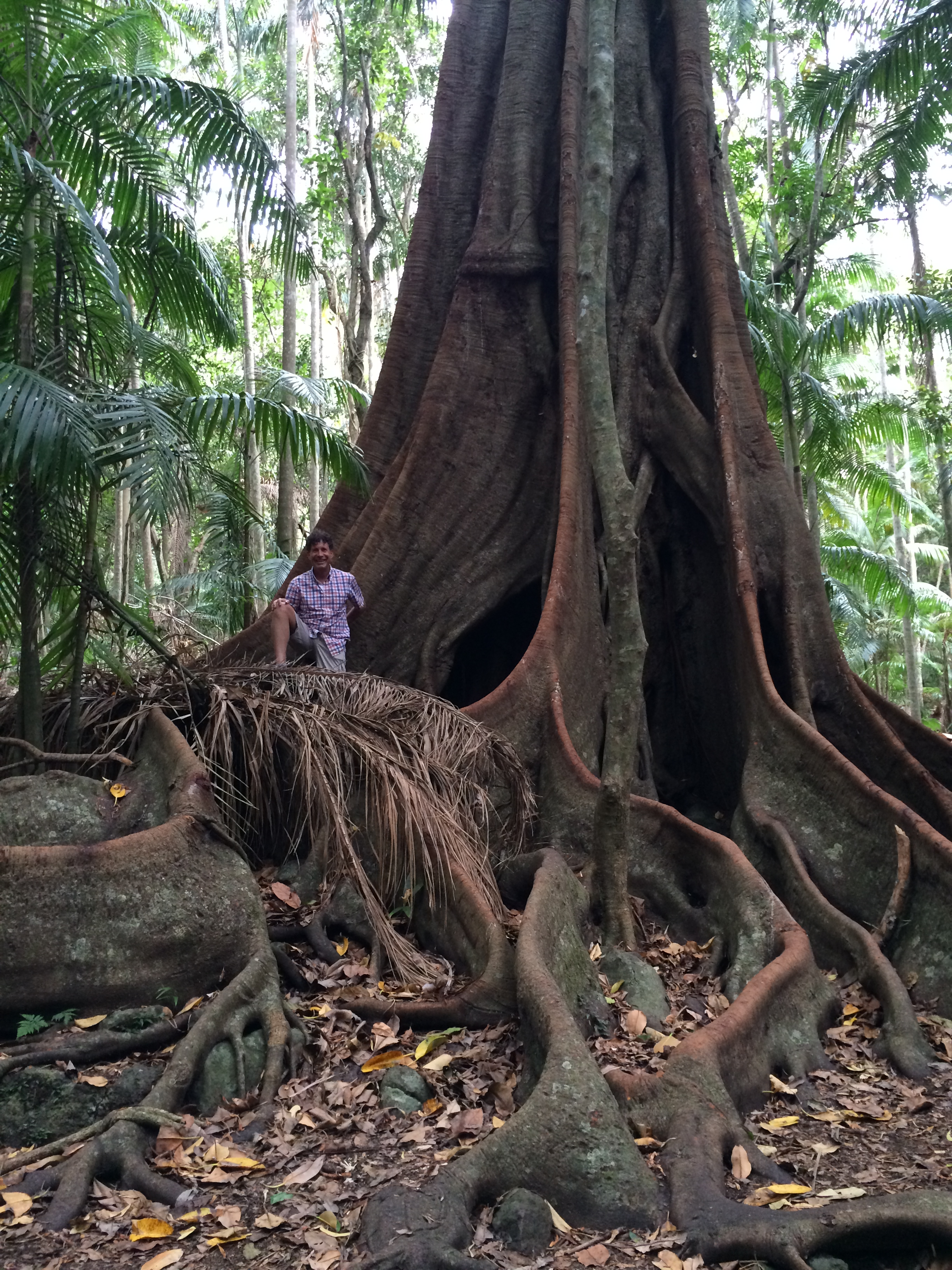
زبیابی جنگلی

سنیک ریم (به انگلیسی: Scenic Rim Region) منطقه ای در ناحیه جنوب شرقی ایالت کوئینزلند استرالیاست. شهر عمده آن بیودیزرت نام دارد.